# Eleocharis setifolia
Eleocharis setifolia là loài thực vật có hoa trong họ Cói. Loài này được (A.Rich.) J.Raynal mô tả khoa học đầu tiên năm 1967.